# Lou and the Hollywood Bananas
Lou and the Hollywood Bananas est un groupe belge de disco et ska. il est formé en 1978 par Lou Deprijck.

## Histoire
Le groupe se compose d'un chanteur (Lou Deprijck, ex de Two Man Sound) et de deux danseuses choristes (les Hollywood Bananas) : Helena Lemkovitch qui fera une carrière solo et Christine Bonnivert qui fera partie de Chris et Moi. Ce trio reste dans la même composition pendant cinq années, avec quelques beaux succès, dont Kingston Kingston ou Les Petites Rues de Singapour, qui en fait une des révélations du MIDEM 1983. 
Les Hollywood Bananas, jolies danseuses sexy, se produisent sur scène dans des costumes variés comme ceux de soubrettes, de militaires rétro ou encore de bunny girls, costumes que l'on retrouve en partie sur les pochettes de disques. Au nombre des Hollywood Bananas figurent notamment Viktor Lazlo et Virginie Svensson.
En 1985, le groupe interprète la chanson du générique de Téléchat, intitulée Ahh... tcha !.
Deprijk décède en septembre 2023 à l'âge de 77 ans,.

## Discographie
- 1978 : Kingston Kingston (Vogue) (5e place en Wallonie, 26e en Allemagne, 4e en Autriche[6])
- 1981 : Pas peur du loup (Vogue/RKM)
- 1982 : Les Petites Rues de Singapour (RKM/WEA)
- 1983 : Casanova (RKM/WEA)